# Красный Мост (Адыгея)
Красный Мост (адыг. Лъэмыдж Плъыжь) — хутор в Майкопском муниципальном районе Республики Адыгея России. Входит в состав Краснооктябрьского сельского поселения.

## Население
| 2002 | 2010 | 2013 | 2014 | 2015 | 2016 | 2017 |
| ---- | ---- | ---- | ---- | ---- | ---- | ---- |
| 47   | ↘42  | ↘41  | ↘39  | ↗41  | →41  | ↘40  |
| 2018 | 2019 | 2020 | 2021 | 2023 | 2024 |      |
| →40  | ↘37  | ↗38  | ↗65  | →65  | →65  |      |

По данным Всероссийской переписи населения 2021 года:
| Народ               | Численность, чел. | Доля от всего населения, % |
| ------------------- | ----------------- | -------------------------- |
| русские             | 55                | 84,62 %                    |
| другие / не указано | 10                | 15,38 %                    |
| всего               | 65                | 100,0 %                    |

## Улицы
- Курортная,
- Новая,
- Шоссейная.